# Église Santa-Maria-in-Albis
L'église Sancta-Maria-in-Albis, ou Santa-Maria-in-Albis, Sainte-Marie-in-Albis, est une église catholique située à Breil-sur-Roya, en France.

## Localisation
L'église est située dans le département français des Alpes-Maritimes, sur la commune de Breil-sur-Roya.

## Historique
L'église actuelle, consacrée à Santa-Maria-in-Albis, protectrice de Breil, se dresse sur l'emplacement de l'ancienne église romane de la Bienheureuse Vierge Marie.
La construction de l'église a commencé en 1663 et s'est terminée en 1699.

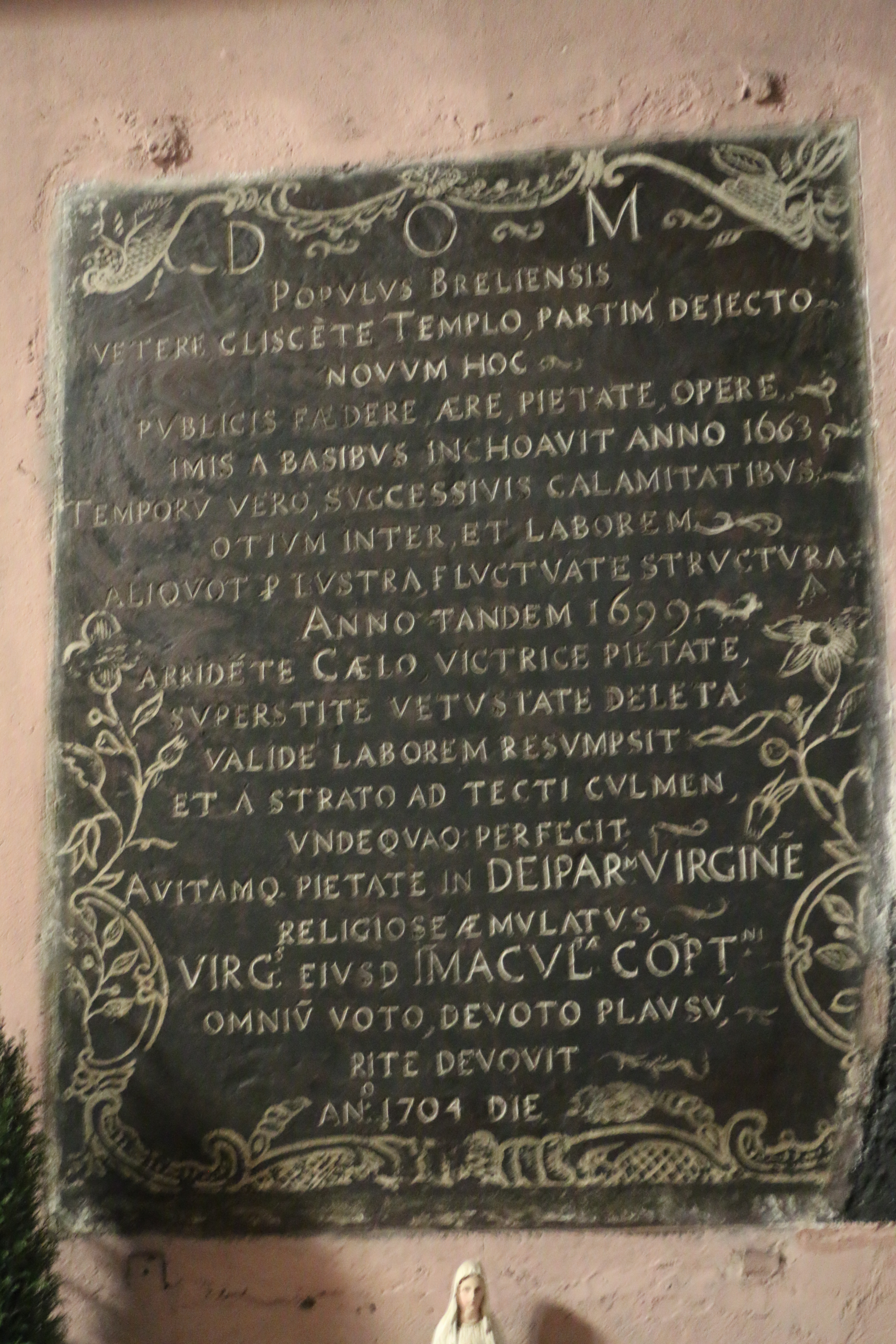
Plaque commémorant la reconstruction de l’église.
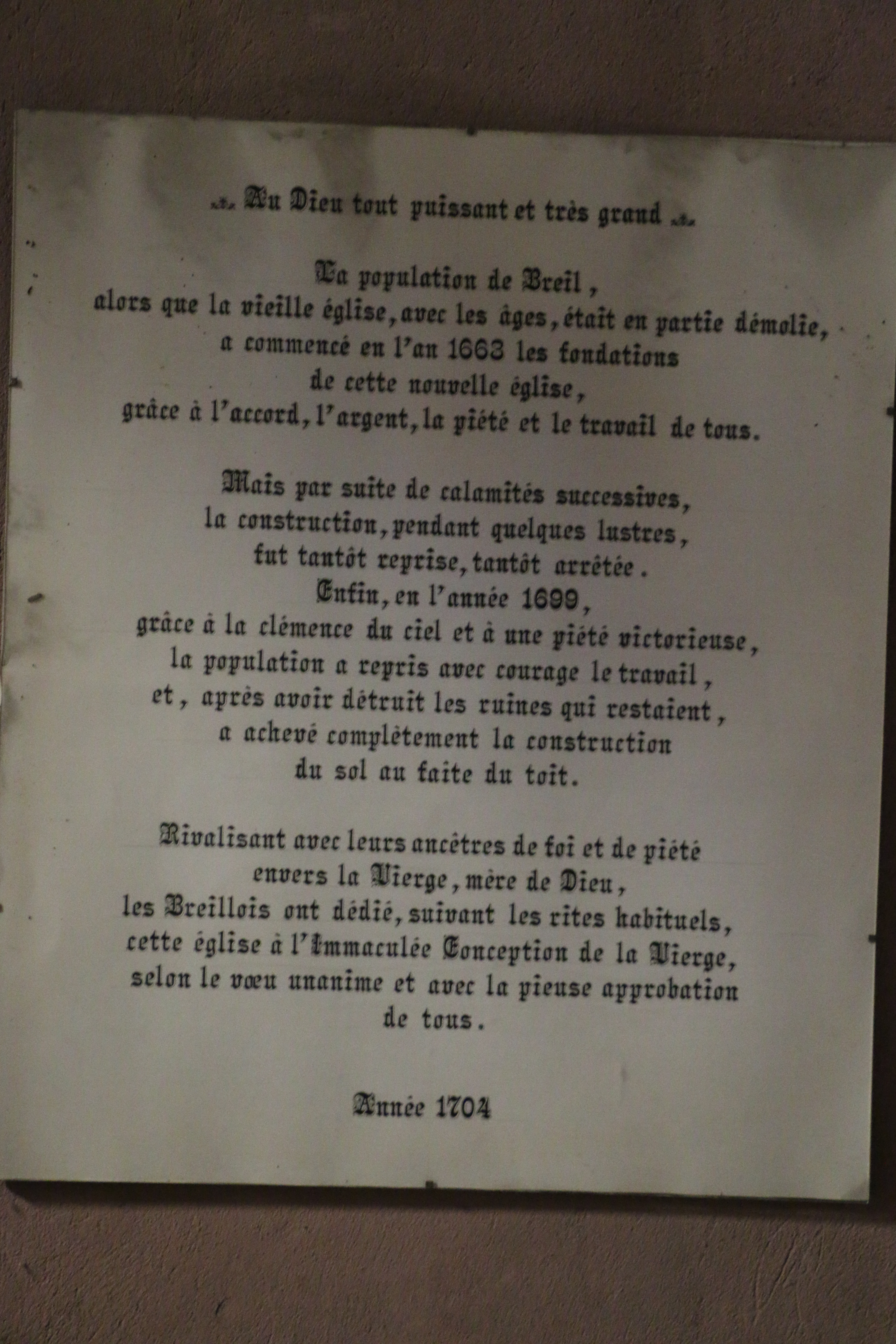
Traduction de la plaque.

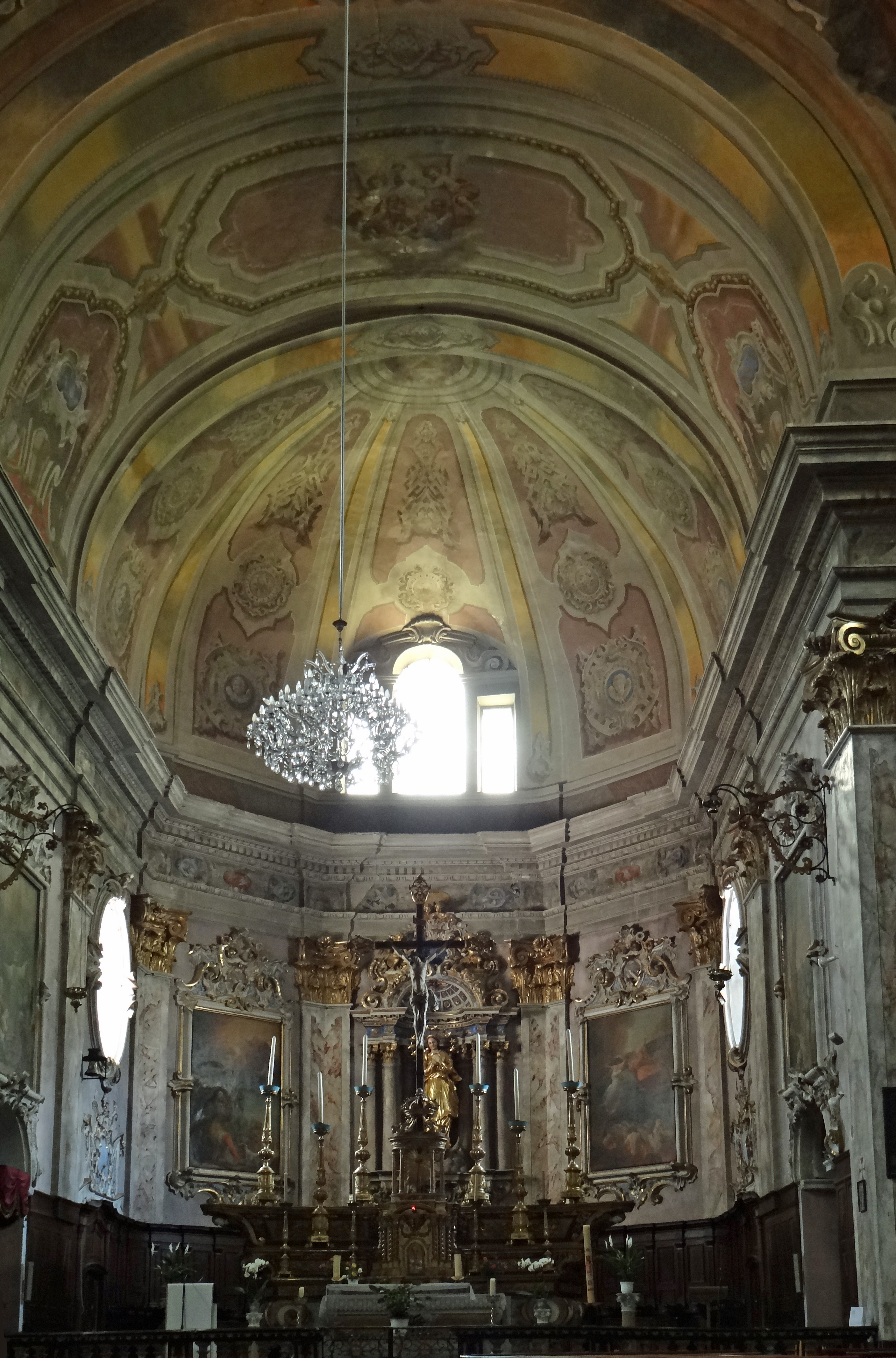
Le chœur de l'église.
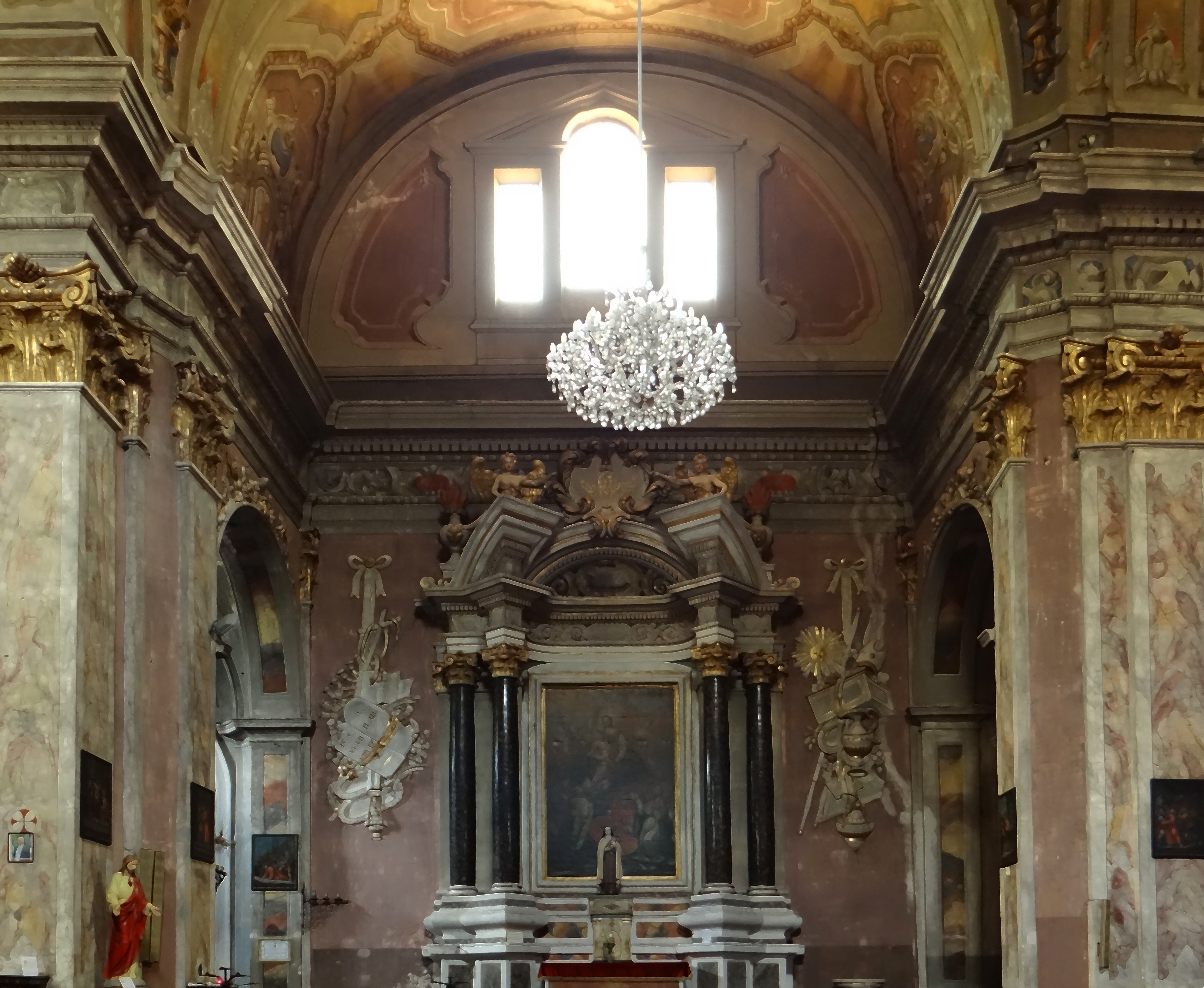
La chapelle Notre-Dame du mont Carmel, retable avec un tableau du XVIIIe siècle.
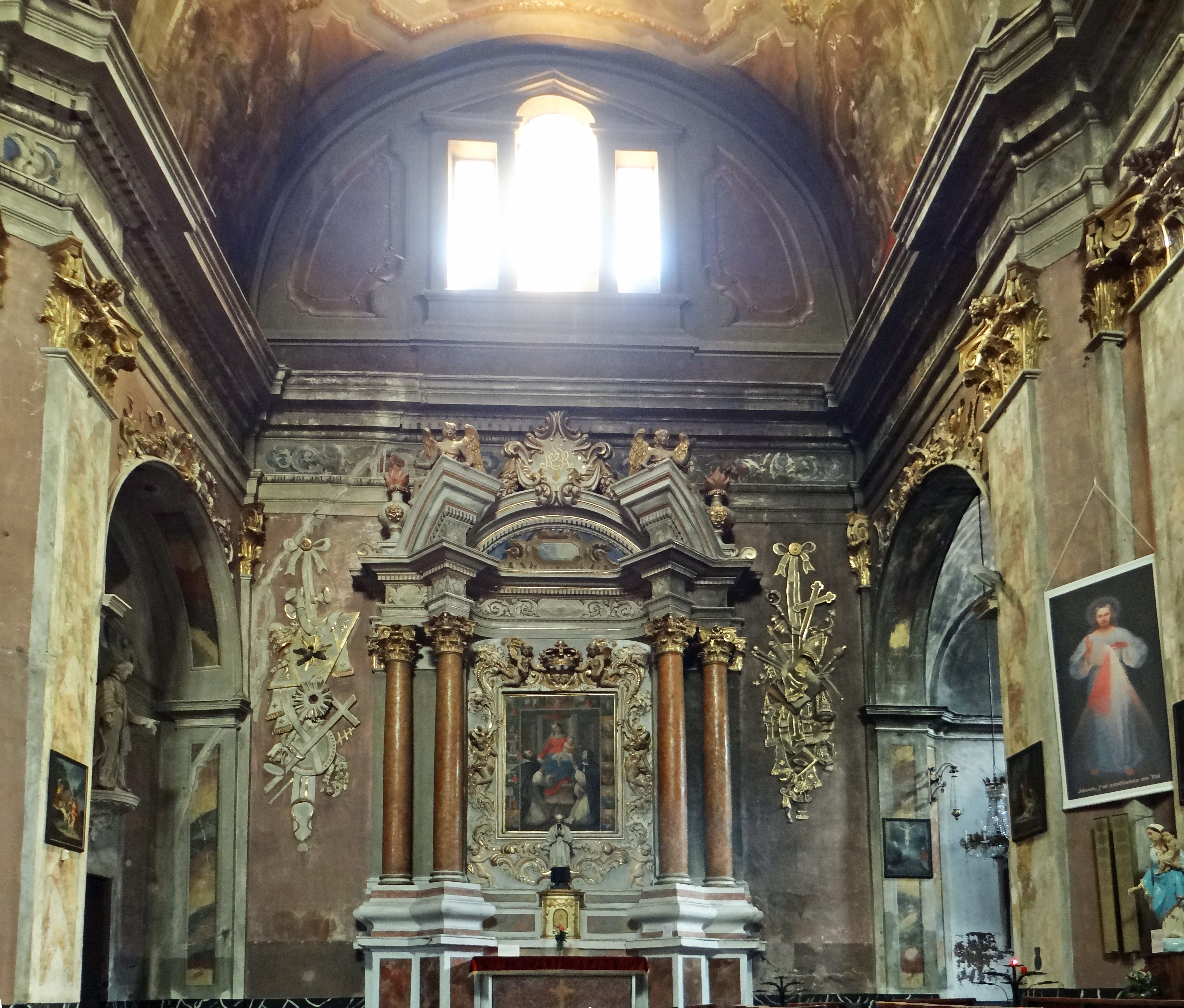
La chapelle du Rosaire.

## Protection
L'édifice est classé au titre des monuments historiques le 28 décembre 1978.

## Orgue
L’orgue de tribune aurait été construit en 1758 par les frères Concone pour la chapelle du Saint Suaire à Turin.
Le buffet  a été réalisé par l'ébéniste Giuseppe Stroppiani d'après les dessins de l'architecte Vittone de la confrérie du Saint-Suaire. Les dorures ont été exécutées par Giuseppe Riccardi. Il est transporté en 1863 à la suite du don fait par un Turinois natif de Breil, le chanoine Dom Stefano Revelli, dont la partie instrumentale est protégée au titre des monuments historiques. Le buffet d'orgue est de style rococo. La tribune a été reconstruite grâce au legs de la veuve du chevalier Alziari de Malausséna.
L'orgue a été entièrement restauré en 1984 par la Manufacture provençale d'orgues de Carcès dirigée par Yves Cabourdin.

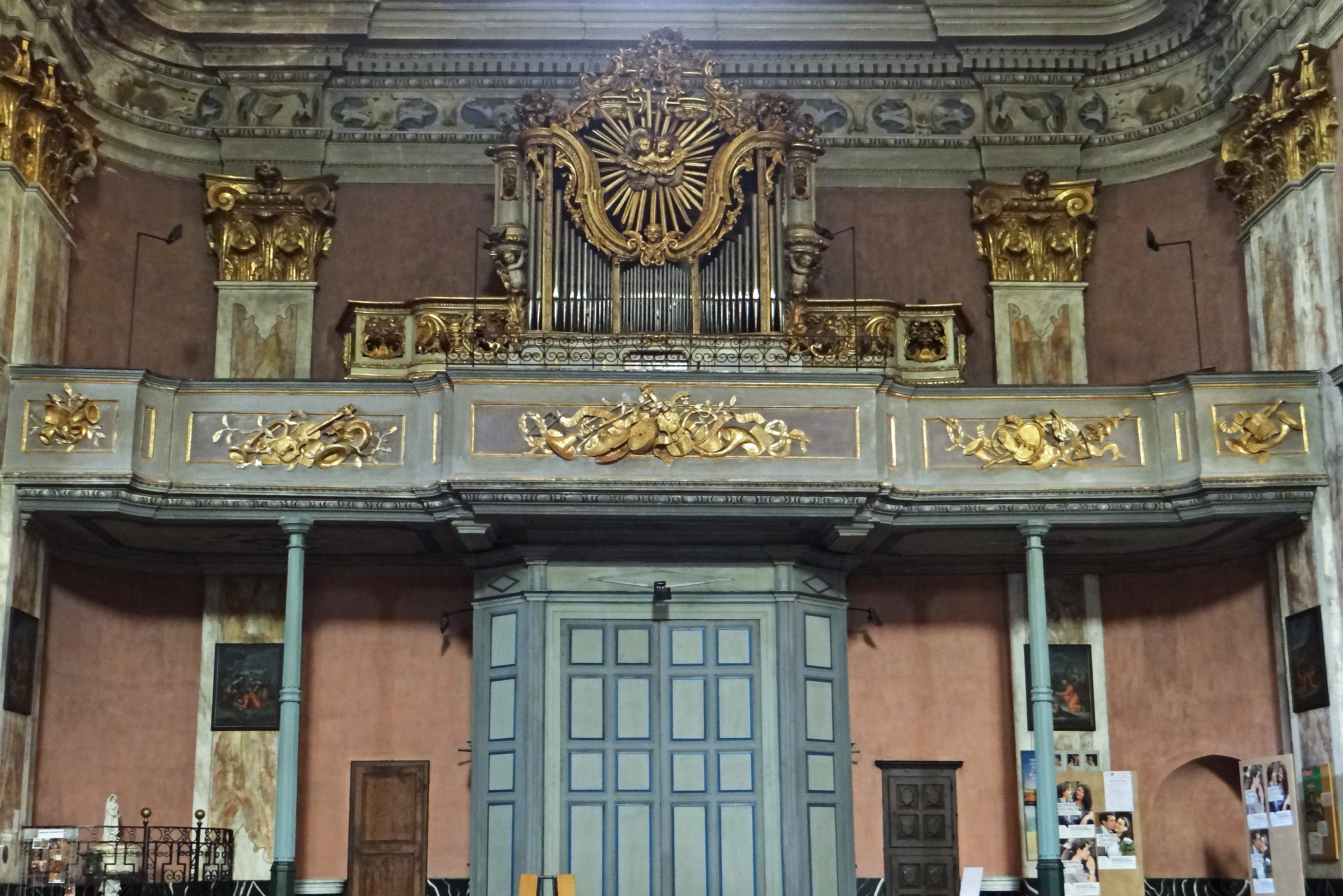
L'orgue Concone

## Mobilier
La base Palissy donne la liste du mobilier inscrit ou classé au titre des objets.

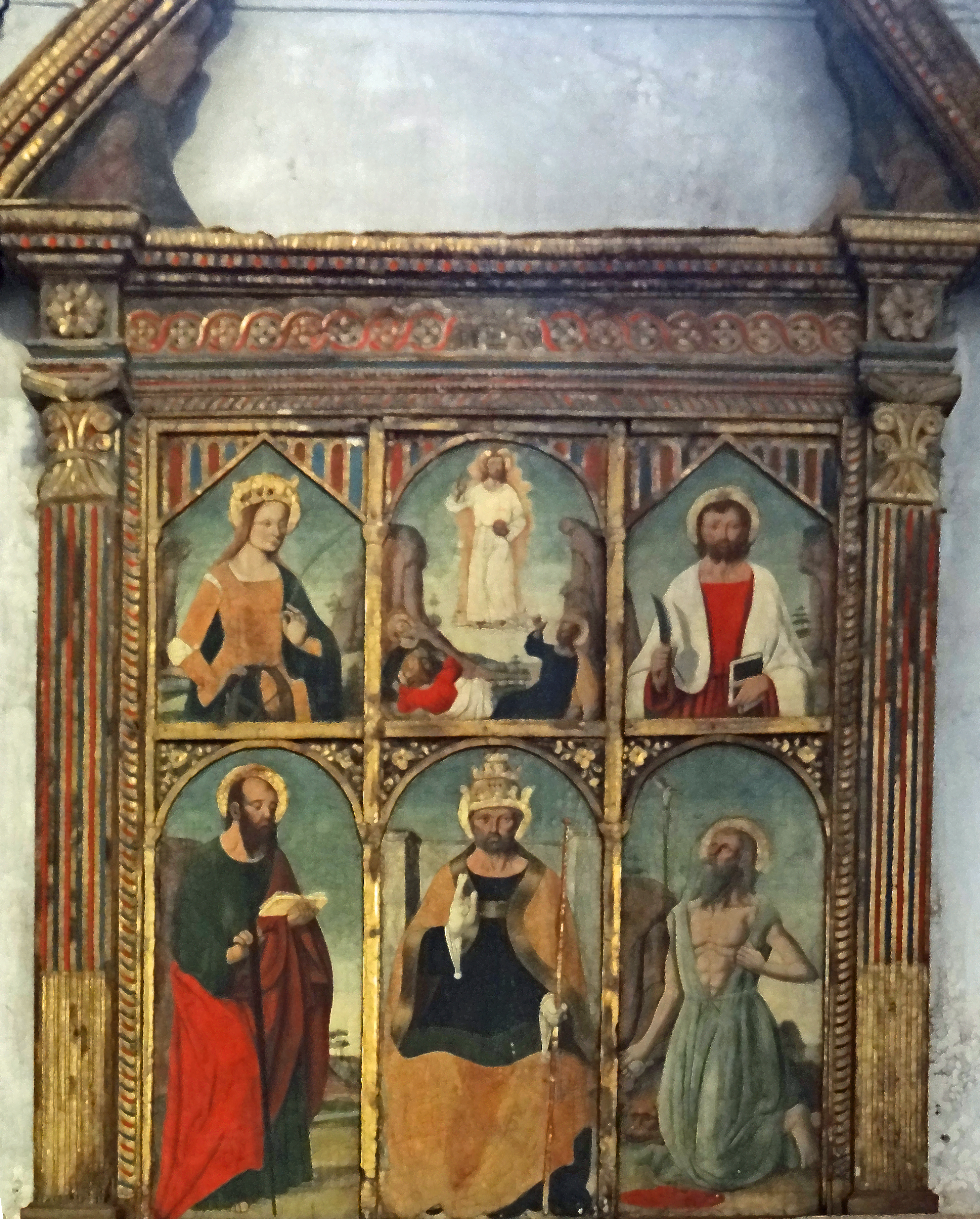
Chapelle Saint-Pierre : Retable triptyque peint vers 1500.
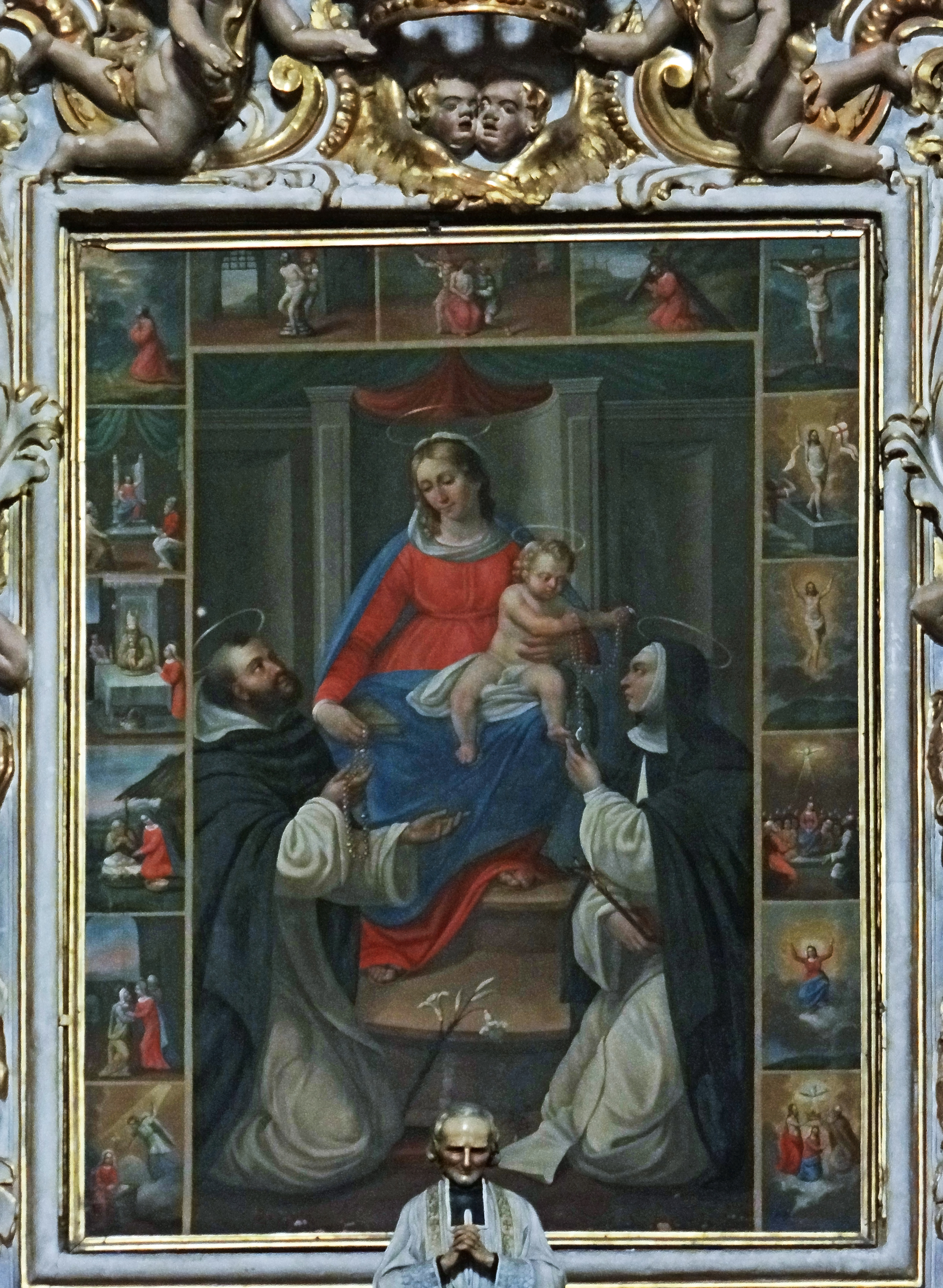
Chapelle du Rosaire : tableau du retable représentant la donation du Rosaire et ses mystères.
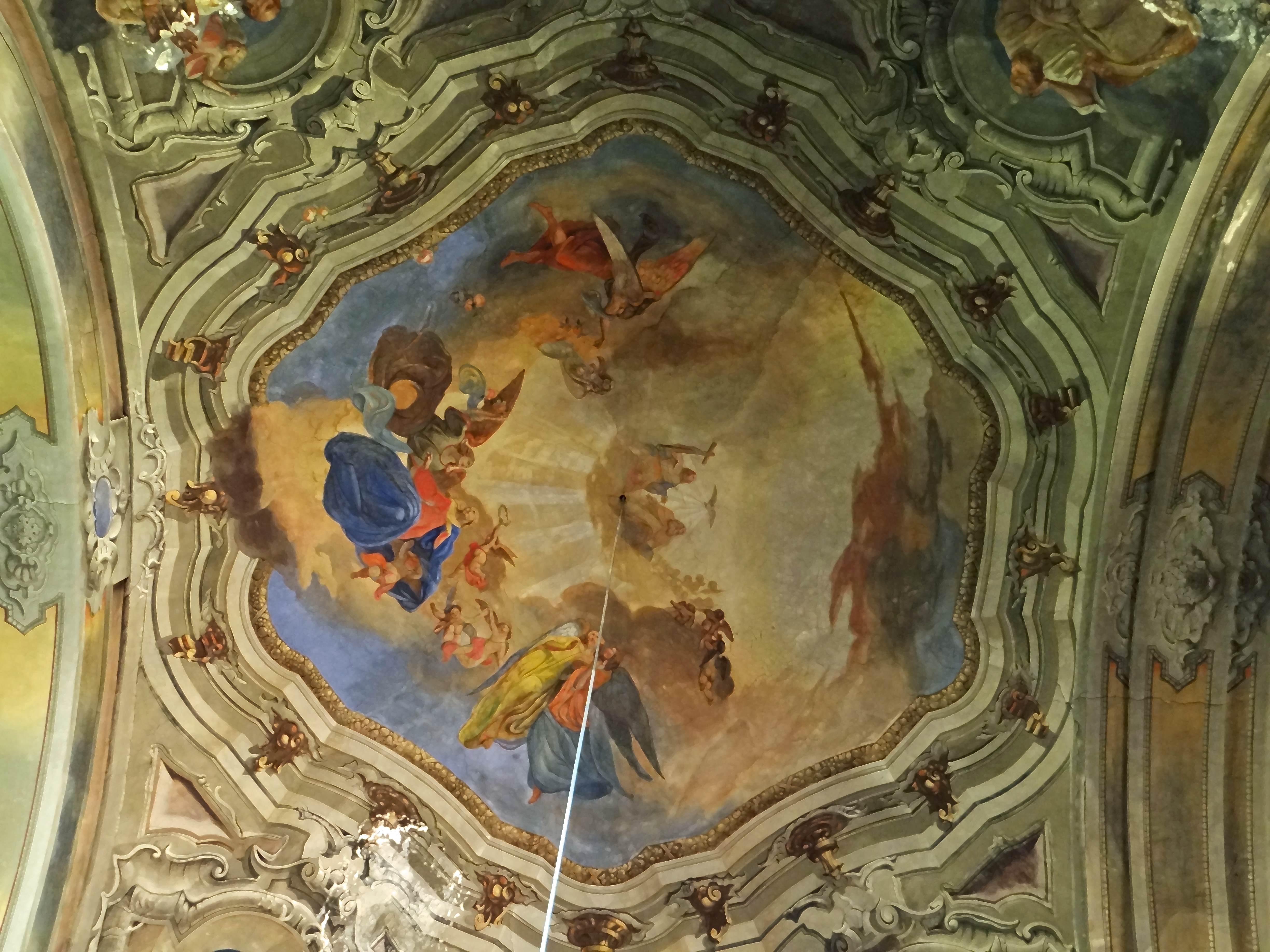
Fresque de la croisée du transept : Assomption de la Vierge.

- Patrimoine mobilier église Santa-Maria-in-Albis :

* orgue de tribune : buffet d'orgue,,
* exposition,
* autel, retable, groupe sculpté : saint Marc couché sur le lion, 2 statues : saint Pierre, saint Paul (maître-autel),
* autel, retable, tableau de la chapelle du Carmel : Saint Augustin, saint Simon Stock, saint François d'Assise intercédant auprès de la Vierge pour les Ames du Purgatoire,
* autel, retable, tableau de la chapelle Saint-Antoine abbé : Saint Antoine assistant saint Paul ermite dans le désert, entouré de la Vierge à l'Enfant, sainte Anne et un docteur de l'église,
* autel, retable, tableau de la chapelle Saint-Joseph : Saint Joseph entouré de saint Augustin, un saint martyr, la Vierge douloureuse, saint Mathieu et saint François d'Assise,
* retable, tableaux (3) de la chapelle Saint-Pierre : Saint Paul, saint pierre, saint Jérôme,
* statue : Christ en croix,
* 2 statues : Saint pierre, saint Paul,
* exposition, chandeliers (10), reliquaires (3) composant le mobilier du maître-autel : Saint Géminien, Sainte Saturnine, Sainte Valentia,
* retable, niche, statue : Vierge immaculée,
* calices,,,,,,,,,,
* siège de célébrant (siège de desservant),
* tableau : saint Géminien entre sainte Saturnine et sainte Valentia,
* deux tableaux et leurs cadres : Sainte Apolline et Sainte Agathe,
* deux tableaux et leurs cadres : La Fuite en Égypte et La Mort de Saint Joseph,
* plaque commémorative de fondation pieuse,
* plaque commémorative des travaux d'ornementation de l'église,
* ostensoirs,,,,,
* reliquaire,.
- Patrimoine mobilier église paroissiale :

* retable, tableaux (3) de la chapelle Saint-Pierre : Saint Paul, saint pierre, saint Jérôme.
- Patrimoine mobilier chapelle Sainte-Catherine :

* autel, retable, tableau, 3 statues : Mariage mystique de sainte Catherine (le), Foi (la), Espérance (l'), Charité (la).